# خرفخانه شاهزاده قاسم
قبرستان (خرفخانه) شاهزاده قاسم مربوط به دوره اشکانیان - دوره ساسانیان است و در شهرستان شیراز، بخش زرقان، شهر زرقان، ارتفاعات کوه زرقان، کنار امامزاده شاهزاده قاسم واقع شده و این اثر در تاریخ ۳۰ بهمن ۱۳۸۶ با شمارهٔ ثبت ۲۰۷۵۸ به‌عنوان یکی از آثار ملی ایران به ثبت رسیده است.